# Андреевский скит Соловецкого монастыря
Андреевский скит (также Андреевская пустынь) — один из скитов Соловецкого монастыря, основанный в XVI веке игуменом Филиппом (будущим митрополитом Московским) на Большом Заяцком острове Соловецкого архипелага.

## История
До середины XVI века на островах, по-видимому, существовало лишь становище для промышленников добывавших морского зверя и рыбу. Масштабные перемены начались при игумене Филиппе, когда «монастырскими людьми да игумновыми наймитами» здесь были построены каменные палата, поварня и гавань. Существование на острове «отличного каменного монастырского дома» отмечено английскими путешественниками Томасом Соутэмом и Джоном Спарком, которые побывали здесь в 1566 году.
По сохранившимся сведениям, рядом с новопостроенной гаванью игуменом Филиппом был установлен поклонный крест, надпись на котором призывала чтобы все приезжающие на остров «по силе своей каменья же носили бы на заднюю сторону становища на угол от моря, для того, чтобы волнами морскими не располоскало».
В 1691 году сюда была перенесена часовня во имя Иоанна Предтечи, построенная в своё время стрельцами, осаждавшими монастырь во время известного «Соловецкого сидения». Об этом свидетельствует Новгородский епархиальный рукописный реестр грамот о постройке и освящении церквей в котором упомянута «Грамота в Соловецкий монастырь архимандриту Фирсу 7199 году о переноске часовни стрелецкого строения Соловецкого острова на Заяцкой остров». Также, есть подтверждение тому, что в монастыре хранилась «Грамота его преосвященства Афанасия архиепископа о переноске часовни, которую поставили служилые стрельцы, стоячи под Соловецким монастырем, на Заецкой остров и о поставлении на оной часовне четырёхконечного креста 7199 года». На старом месте стрелецкой часовни, на Большом Соловецком острове, была построена новая деревянная шатровая часовня с папертями по трем сторонам, о чём упомянуто в описи монастырских построек от 1705 года. Сейчас там находится каменная восьмигранная часовня во имя Иоанна Предтечи.
Следующим важным событием в истории скита было второе посещение Соловков российским государем Петром I в 1702 году. С 10 по 16 августа эскадра из 13 кораблей, на которой находились сам царь и его ближайшие сподвижники, стояла на якоре у Заяцких островов. В течение этого времени Пётр и его спутники несколько раз бывали на берегу Заяцкого острова и осматривали его. По приказу российского государя в том же 1702 году здесь была построена деревянная церковь во имя Андрея Первозванного, покровителя русского флота.
Начиная с XVIII века в Андреевском скиту существовала «таможня» для того, чтобы приходящие суда «не привезли чего недозволенного» (вина, табака и пр.), а также, чтобы во время эпидемий не допускать заболевших на острова. Во время Крымской войны пустынь подверглась нападению со стороны английской эскадры, Андреевская церковь была разграблена.
После Октябрьской революции, во время существования на Соловках Соловецкого лагеря особого назначения (СЛОНа), на территории скита находился штрафной изолятор для женщин.

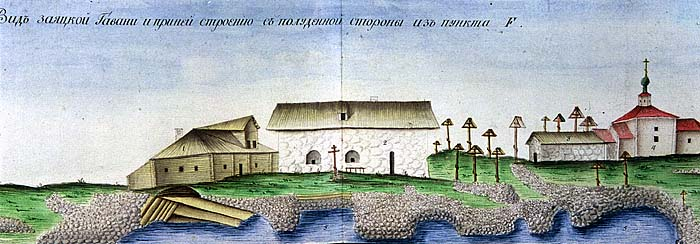
Андреевский скит с гаванью и причалом. Рисунок с натуры. Конец XVIII века[7][6].
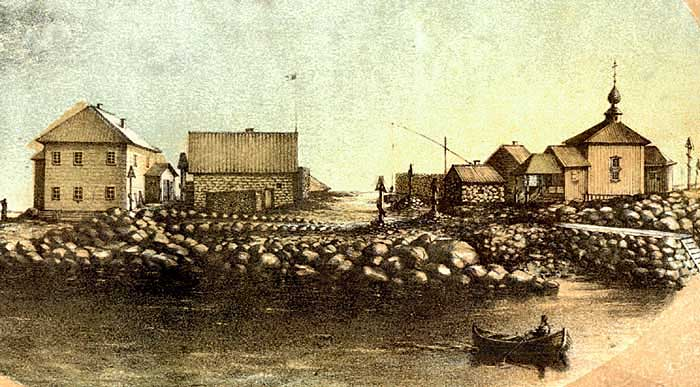
Скит на Заяцком острове. 1884 год[8].
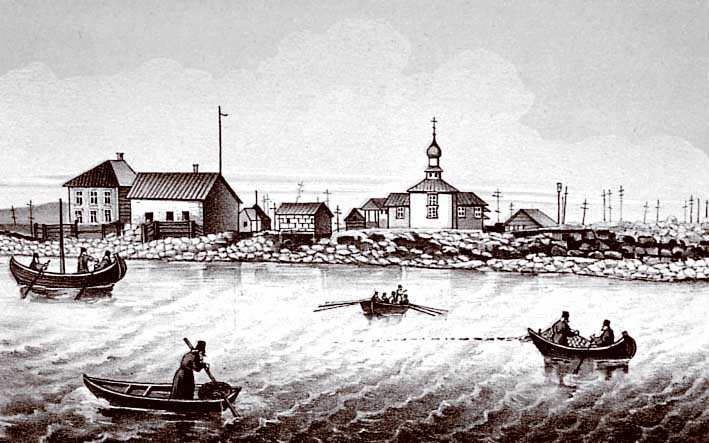
Андреевский скит (литография конца XIX века).

## Современное состояние
После длительного периода запустения в советское время, в 1990-годах в скиту прошли первые богослужения. В августе 2006 года силами участников Соловецкой регаты на Большом Заяцком острове был установлен поклонный крест в память всех погибших моряков-подводников. В 2009 году была завершена реставрация Андреевской церкви, ведутся работы по восстановлению её иконостаса.
Престольным праздником пустыни является 30 ноября (13 декабря) — день памяти апостола Андрея Первозванного. Также 30 июня (13 июля), в праздник Собора славных и всехвальных 12 апостолов в скиту братией монастыря совершается Божественная литургия.

### Охранный статус
Постройки Андреевского скита являются объектами культурного наследия России и охраняются государством. По состоянию на 2020 год в базу данных культурного наследия включены следующие объекты:
- Храм во имя святого апостола Андрея Первозванного —  321220004551106 (ЕГРОКН). 2910149000 (БД Викигида)
- Погреб валунный —  321220004551136 (ЕГРОКН). 2910149000 (БД Викигида)
- Поварня —  321220004551146 (ЕГРОКН). 2910149000 (БД Викигида)
- Палата каменная —  321220004551126 (ЕГРОКН). 2910149000 (БД Викигида)
- Колодец —  321220004551096 (ЕГРОКН). 2910149000 (БД Викигида)
- Гавань с валунным причалом —  321220004551116 (ЕГРОКН). 2910149000 (БД Викигида)
- Баня деревянная —  291810004551906 (ЕГРОКН). 2910149000 (БД Викигида)

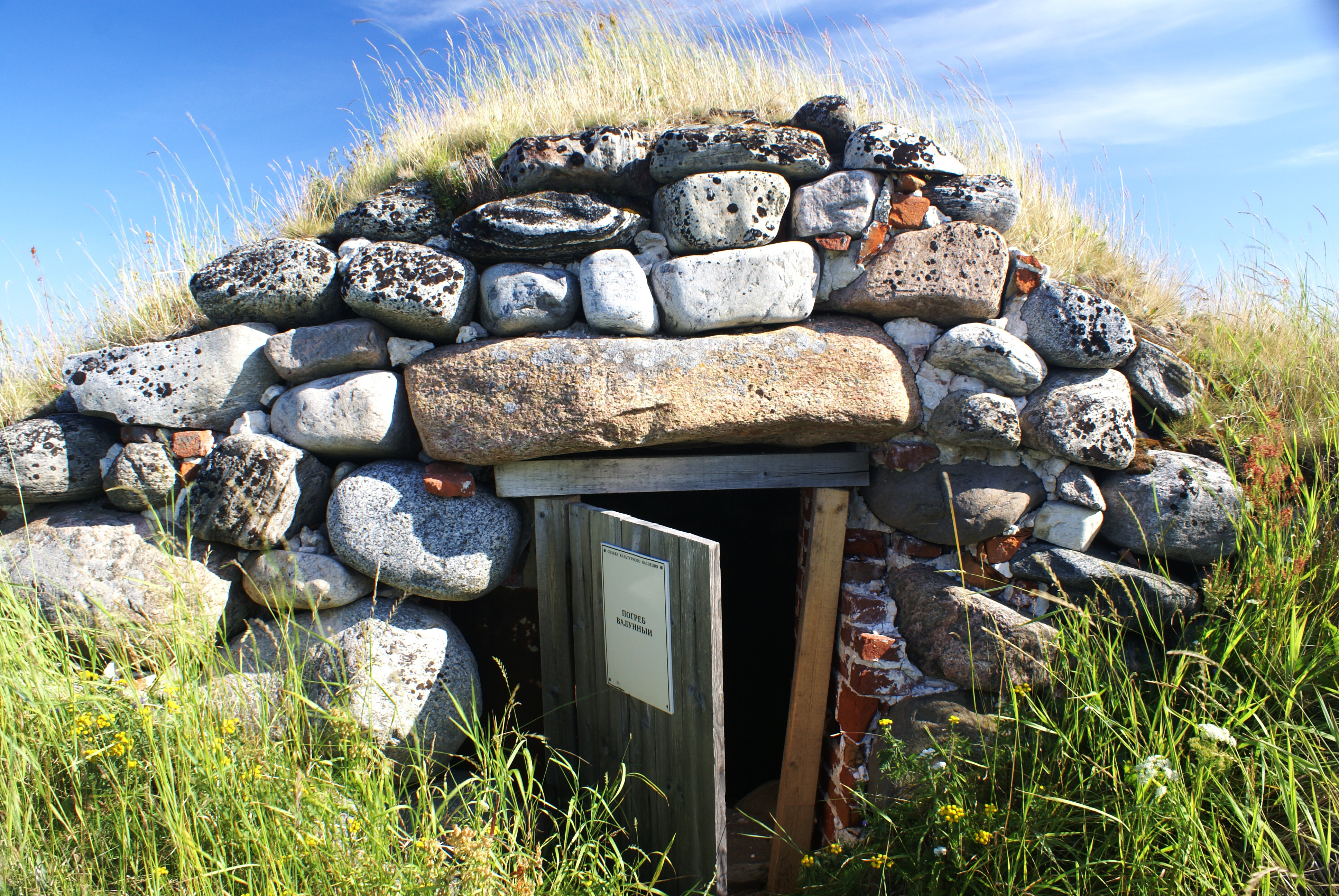
Погреб
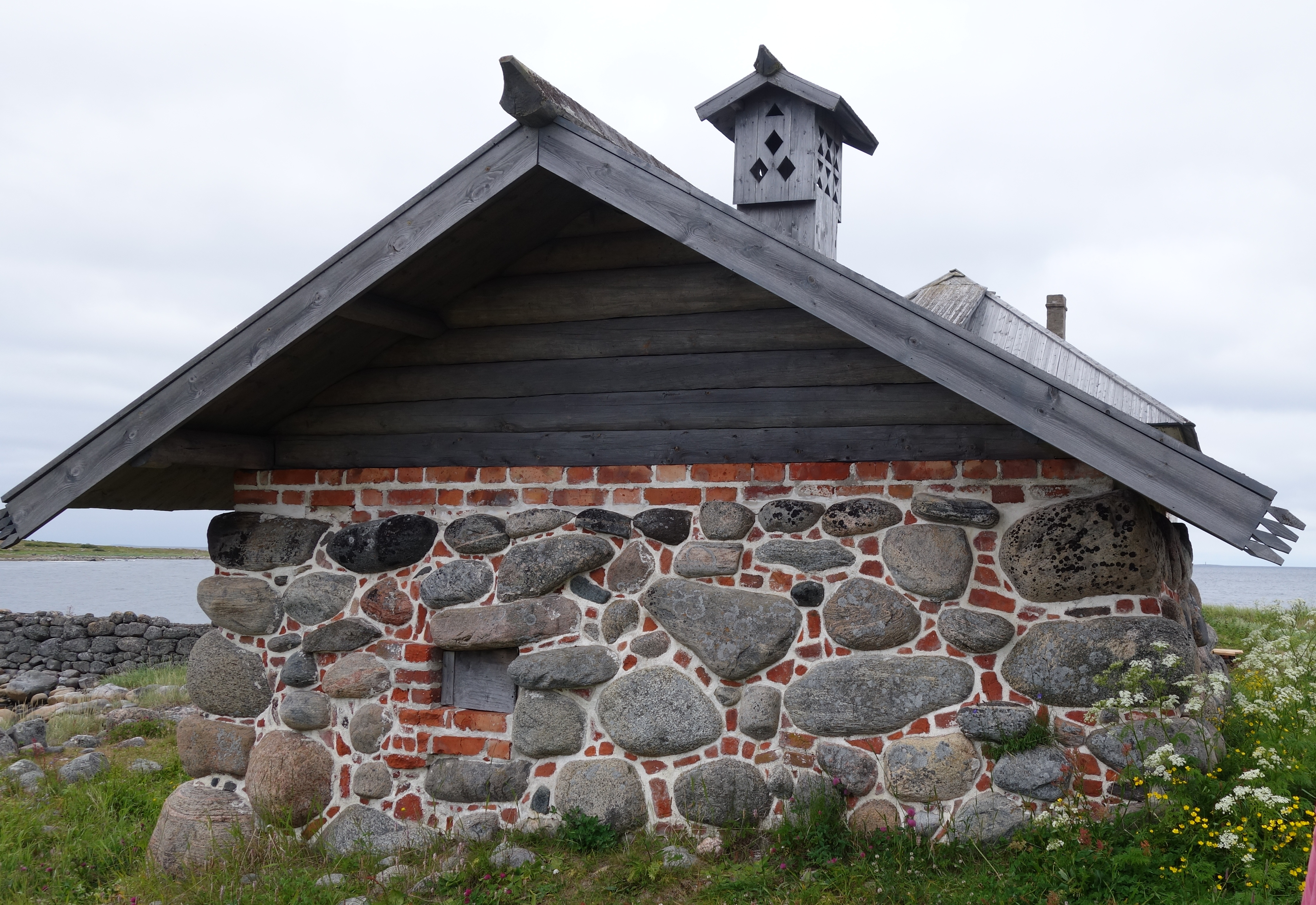
Поварня
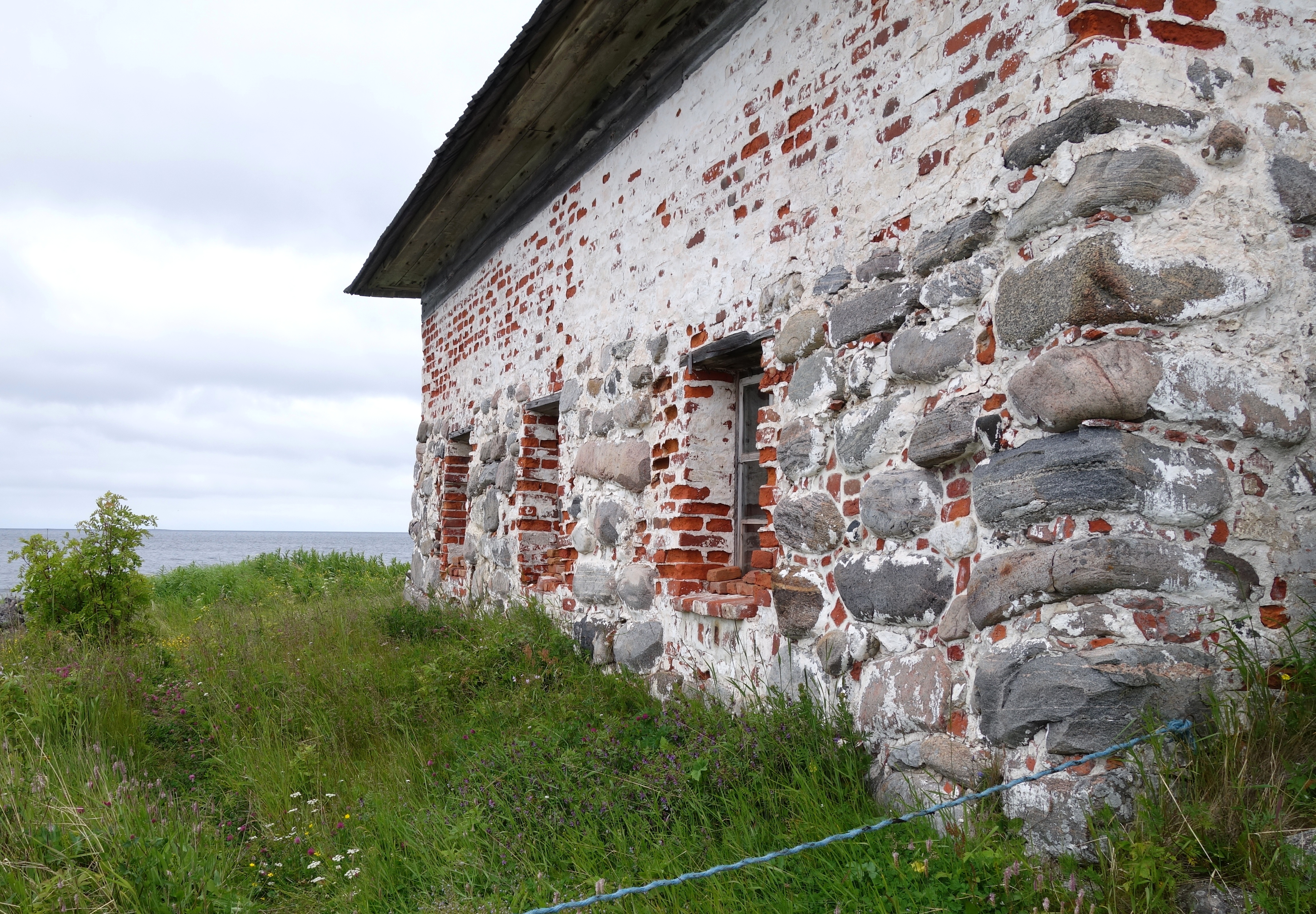
Палата каменная
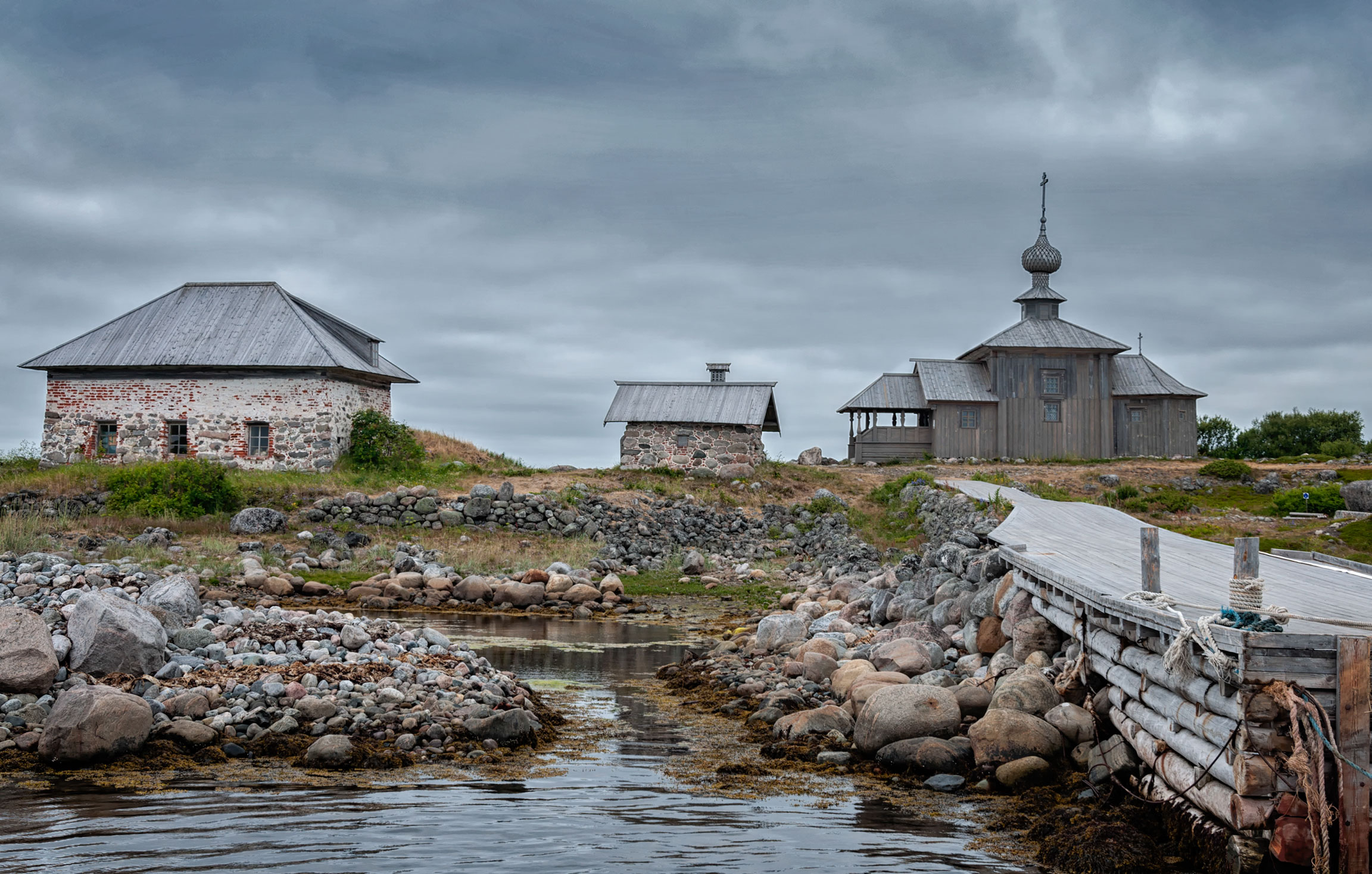
Гавань с причалом
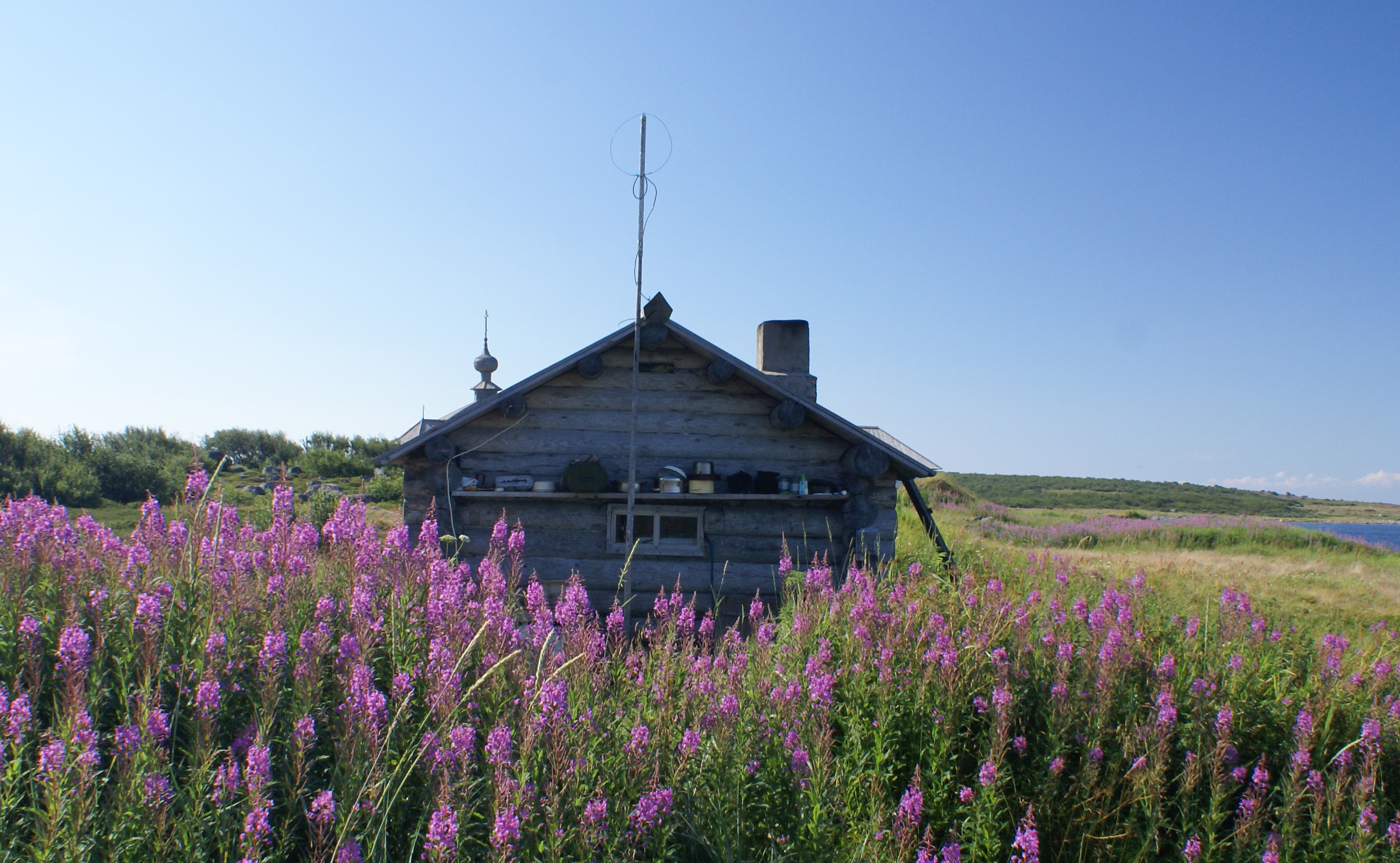
Деревянная баня

## Церковь Андрея Первозванного
Строительство Андреевской церкви было завершено 30 августа 1702 года, через две недели после отбытия Петра I с Соловков, «тщанием придворного уставщика» Ивана Степановича Торжнева. Она срублена «в угол», из очень плотно подогнанных брёвен диаметром 20-25 сантиметров, без проконопачивания швов. Основной четверик, размерами 5.15 х 5.20 метра, перекрыт четырёхскатной тёсовой кровлей. Над ней возвышается небольшой восьмерик с главкой на высокой шейке, имеющей лемеховое покрытие. Дополнительно, с восточной стороны к основному объёму пристроен алтарь, с западной — паперть с крыльцом. В отличие от церкви и паперти, сруб алтаря выполнен не из круглых брёвен, а из двукантного бруса. Углы церкви срублены «с остатком», углы алтаря, паперти, а также верхнего восьмерика — «в лапу». Внутренние стены сооружения стёсаны «в лас». Всё здание церкви построено на валунном фундаменте.
Очень сжатые сроки постройки церкви всегда вызывали удивление у специалистов. Отмечается, что заготовка леса, его просушка, исполнение сложных конструкций требуют несколько месяцев работы. Согласно одной из версий, строительный материал и иконостас были приготовлены заранее, и фактически готовая церковь в разобранном виде была привезена на остров на одном из кораблей.
По другой версии, быстрота возведения церкви объясняется тем, что для её постройки была использована старая стрелецкая часовня, к которой дополнительно были прирублены алтарь и паперть. Некоторым подтверждением этому могут служить слова Петра Челищева, посетившего Соловецкие острова в 1791 году. Вот что он пишет в своих путевых заметках: «На оном острове была только одна небольшая деревянная часовня, а по пришествии своем на оный от погоды ж Петр Великий вздумал из часовни сделать церковь во имя святого апостола Андрея Первозванного, и в ту одну ночь к часовне пристроили алтарь и освятили». Однако следует учитывать, что автор посетил Заяцкие острова почти сто лет спустя после постройки церкви и описал ситуацию со слов местных жителей.
В ходе обследования церкви в 2004 году были найдены некоторые её конструктивные особенности, подтверждающие выдвинутую выше гипотезу. Так оказалось, что стены алтаря, возведённые из бруса, а не из круглых брёвен, прирублены «в паз» к ранее глухой восточной стене храма, которая была прорублена в районе алтарной преграды. Также венцы четверика храма, находящиеся с восточной стороны над этим прорубом под крышей алтаря, отличаются от венцов западной стороны, находящихся под кровлей паперти. Дополнительно было отмечено, что первоначальный пол храма был выполнен без солеи (для часовни, не имеющей алтаря, солея не нужна), но на стенах обнаружены следы более поздней врубки бруса для неё. По мнению исследователей, при перестройке стрелецкой часовни в церковь мастера ограничились лишь установкой иконостаса, амвона, клиросов и пристройкой пятигранного алтаря.
Дополнительными аргументами в пользу той или иной версии могут служить различные надписи в интерьере церкви, сохранявшиеся со времён её постройки практически до разорения храма в 1930-х годах, зафиксированные в исследованиях соловецкого узника Н. Н. Виноградова. По его данным на иконостасе находилась следующая запись:
«Лета от Сотворения мира 7210, от воплощения Слова Божия 1702 года, августа в 10 день. По указу, в пришествие в Соловецкой монастырь благочестиваго государя нашего царя и великого князя Петра Алексеевича, всея Великия и Малыя и Белыя России самодержица и с сыном своим, государевым, с благородным царевичем Построен личным повелением государем императором Петром и великим князем Алексеем Петровичем, с своим царским синклитом, на 13 кораблях, с ближними боляры и с чиновными воинскими людьми, числом 4000 человек. Освящена сия церковь святаго апостола Андрея Первозванного месяца сентемвря в 12 день, при архиепископе Афонасии и при настоятеле обители сея архимандрите Фирсе с братиею, тщанием верховного уставщика Иоанна Стефанова». Им же приводится запись на находившемся в алтаре закладном кресте: «Освятися алтарь господа Бога и Спаса нашего Иисуса Христа и водружен бысть крест сей в церкви святого апостола Андрея Первозванного лета 7210 от Рождества по плоти Бога слова 1702 г. месяца септемврия в 1 день …». В то же время на подножии другого креста, стоявшего на клиросе у южной стены справа от иконостаса была другая запись: «Лета 7200 году, сентября в 27 день, изволением Божим вново создается сия часовня на сем Заяцком острову, а в ней поставлен крест Христов с распятием Господним, светло украшен, при архимандрите Фирсе з братиею Соловецкого монастыря, на поклонение всем православным христианом».
В качестве интересной особенности специалисты отмечают, что крест, аналогичный этому последнему кресту Андреевской церкви, находился в одной из часовен Сумского острога, где во время «соловецкого сидения» также располагался отряд стрельцов. То что новопостроенная церковь унаследовала часть атрибутов стрелецкой часовни, может косвенно подтверждать факт её фактической перестройки, а не постройки заново.